# Cerkiew Zaśnięcia Matki Bożej w Grabowcu
Cerkiew Zaśnięcia Matki Bożej – nieistniejąca cerkiew w Grabowcu, wzniesiona w 1864 jako świątynia unicka, od likwidacji unickiej diecezji chełmskiej cerkiew prawosławna. Zburzona w 1954.

## Historia
Prawosławni, prawdopodobnie posiadający w miejscowości własną parafię, byli obecni na terenie Grabowca już w XIV–XV w. Pierwsza wzmianka o cerkwi w Grabowcu pochodzi z 1394 i opisuje przejęcie prawosławnego obiektu sakralnego przez Ziemowita IV z przeznaczeniem na łaciński kościół. Kolejne informacje o świątyni pochodzą z 1507, zaś przed 1547 została ona wyremontowana lub zastąpiona nową świątynią z powodu złego stanu technicznego. Parafia podlegała strukturom eparchii chełmskiej. Po zawarciu unii brzeskiej, którą przyjął biskup chełmski Dionizy, grabowiecka placówka duszpasterska zaakceptowała jej postanowienia. W 1623 w czasie tatarskiego najazdu budowla została zniszczona, lecz dzięki fundacji Zygmunta III Wazy możliwa była jej odbudowa. Drewniana, trójdzielna cerkiew unicka istniała do 1804, na jej miejscu w 1811 powstała świątynia murowana. Obiekt ten w 1851 został zamknięty z uwagi na zły stan techniczny, a w 1868 – rozebrany. Według niektórych źródeł nową unicką budowlę sakralną wzniesiono w 1864, według innych z braku funduszy cerkiew zbudowano dopiero w 1871.
Po likwidacji unickiej diecezji chełmskiej parafia w Grabowcu została siłowo przyłączona do prawosławnej eparchii chełmsko-warszawskiej. Co najmniej w latach 1884–1886 parafia grabowiecka podlegała strukturom 2. dekanatu okręgu hrubieszowskiego. Po wydaniu ukazu tolerancyjnego z 1905 pismo „Czas” podało, że większość wiernych z Grabowca, posługujących się w domu językiem polskim, skorzystała z możliwości przejścia na katolicyzm obrządku łacińskiego. Według archiwum parafialnego konwersji dokonało ok. 2200 osób. Parafia istniała jednak nadal, po powstaniu eparchii chełmskiej znalazła się w jej jurysdykcji, pozostając w dotychczasowym dekanacie. W maju 1906 świątynię wizytował biskup chełmski Eulogiusz.
Cerkiew w Grabowcu została opuszczona po wyjeździe wiernych prawosławnych na bieżeństwo. Po odzyskaniu niepodległości przez Polskę i powrotach wiernych do dotychczasowych miejsc zamieszkania nowe władze nie zezwoliły na otwarcie świątyni, lecz przyłączyły Grabowiec do parafii w Bereściu, chociaż jeszcze w 1919 władze lokalne wymieniały grabowiecką cerkiew wśród przeznaczonych do ponownego oddania na użytek wyznawców. W Grabowcu przebywało wówczas 250 wyznawców prawosławia. Cerkiew w Grabowcu została wyświęcona na kościół św. Kajetana (na wniosek przeważającej ludności katolickiej – byłych unitów – mimo protestów pozostającej w mniejszości grupy prawosławnych), a następnie stała się siedzibą miejscowej szkoły i pełniła te funkcje przez jedenaście lat. Wyposażenie świątyni zabezpieczono poza jej budynkiem.
W 1930 budynek cerkwi przekazano parafii neounickiej. Pięć lat później miejscowi wyznawcy prawosławia bez powodzenia prosili rzymskokatolickiego biskupa lubelskiego Mariana Fulmana o zwrot budynku, argumentując, że parafia neounicka nie miała prawie żadnych wiernych, podczas gdy społeczność prawosławna w miejscowości nadal istniała. Z braku świątyni jej członkowie organizowali nabożeństwa w prywatnych domach lub w świetlicy. Cerkiew ponownie stała się świątynią prawosławną w 1943. Należała do diecezji chełmsko-podlaskiej. W tym samym roku do Grabowca przybył, jako proboszcz parafii, ks. Paweł Szwajko. Kapłan prowadził działalność duszpasterską do sierpnia tego samego roku, gdy został zamordowany przez kompanię AK pod dowództwem Józefa Śmiecha „Ciąga”. Razem z nim zginęła jego żona Joanna Szwajko. Oboje zostali w 2003 kanonizowani przez Polski Autokefaliczny Kościół Prawosławny.
Po wysiedleniach ludności ukraińskiej świątynia została ponownie opuszczona. Do 1954 była użytkowana jako magazyn, następnie została rozebrana. Część jej wyposażenia, w tym ikon, została zabezpieczona i przekazana innym parafiom prawosławnym.